# Schäplitz
Schäplitz is een plaats en voormalige gemeente in de Duitse deelstaat Saksen-Anhalt, en maakt deel uit van de gemeente Bismark (Altmark) in de  Landkreis Stendal.
Schäplitz telde, begin 2022, 91 inwoners. Het plattelandsdorpje, dat 7 kilometer ten zuidoosten van het stadje Bismark ligt, vormt de kleinste Ortschaft van de gemeente Bismark.
De reeds in de 13e eeuw bekende plaatsnaam is aan één der Slavische talen ontleend. Het woord „čapla“ betekent: reiger, de dorpsnaam zal reigersnest, of: bij een plaats, waar veel reigers zijn hebben betekend. Om die reden is in het dorpswapen van Schäplitz ook een reiger afgebeeld.

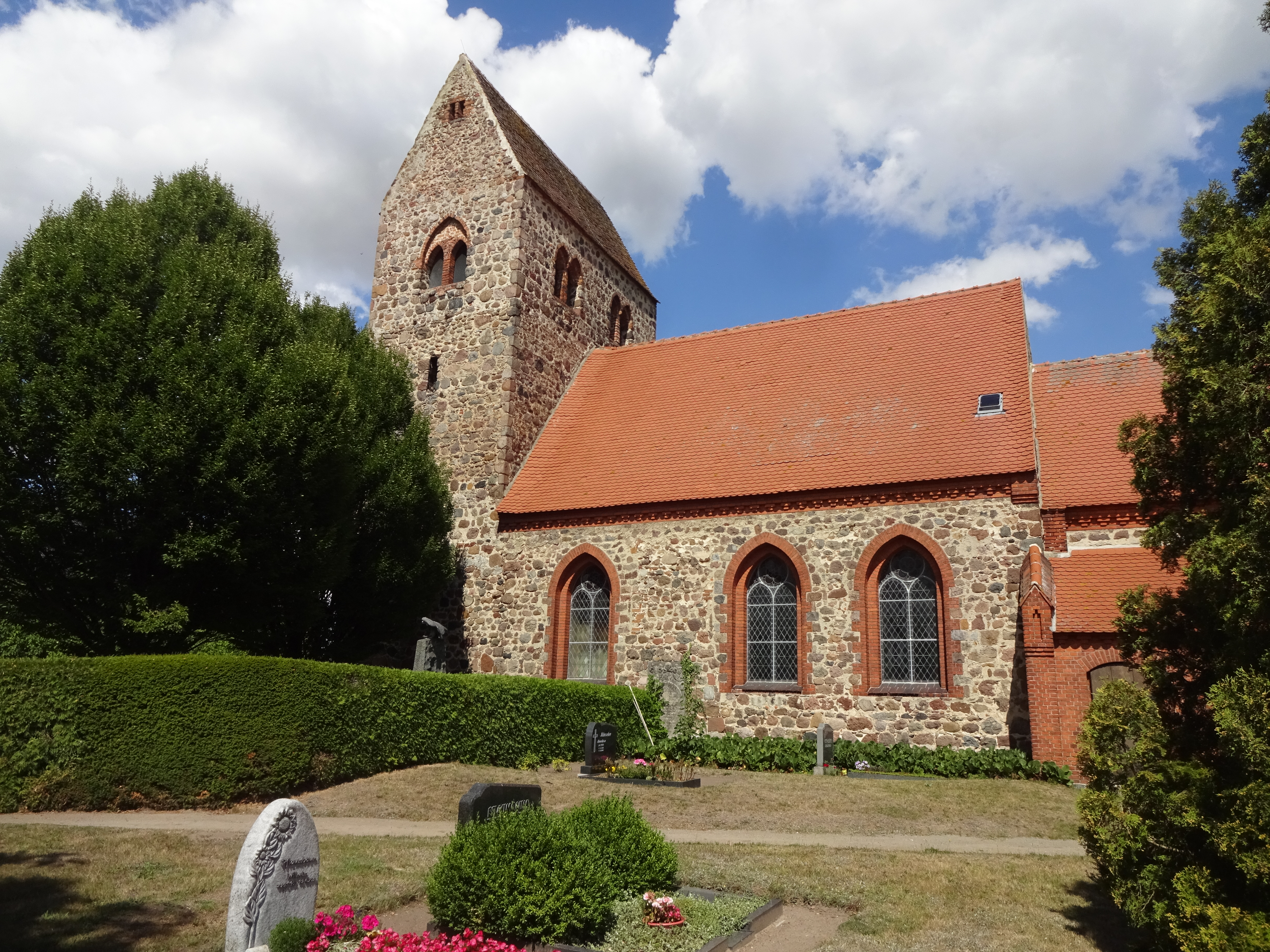
Dorpskerk te Schäplitz (gerenoveerd in 1866)